# Laputa (Film)
Laputa ist ein deutsches Zwei-Personen-Beziehungs-Filmdrama aus dem Jahre 1986 von Helma Sanders-Brahms mit dem Franzosen Sami Frey und der Polin Krystyna Janda in den Hauptrollen.

## Handlung
Der Film erzählt von der Begegnung und der nachfolgenden Beziehung zwischen einer Polin und einem Franzosen in Berlin, die so konfliktreich ist wie die politischen Umstände in der geteilten Stadt während des Kalten Kriegs. Paul arbeitet als Architekt an einem Projekt für eine Bauausstellung, für die er ein neues Haus entwerfen soll. Małgorzata ist eine Fotografin, die sich auf Themen rund um die Dritte-Welt-Problematik spezialisiert hat. Beider Begegnungen sind immer sehr kurzfristig und dauern auch nicht sehr lange, denn dann führen sie ihre Wege zur Arbeit auch wieder rasch auseinander. Diese kurzen Momente intimen Beisammenseins sind jedoch sehr intensiv und voll tief empfundener Zuneigung. 
Małgorzatas Ehemann daheim in Polen ist ein Opfer der Militärdiktatur General Jaruzelskis, er sitzt als politischer Gefangener ein. Die Polin hofft, dass sie ihn nach der erhofften Freilassung in den Westen holen kann und mit dem Geld, das sie bis dahin als Fotografin verdient hat, eine neue Existenz aufbauen kann. Auch Paul ist nicht ungebunden. Daheim in Frankreich warten auf ihn Frau und Kind. Wenn er beide besucht, liest er dem Nachwuchs aus Gullivers Reisen vor. Dort gibt es eine Passage um die „schwebende Insel“ Laputa, und jedes Mal wenn er diese Stelle erreicht, muss Paul unwillkürlich an Małgorzata denken, die in Berlin auf ihn wartet. Und ebenso wie dieses fiktives Eiland kommt ihm auch seine Beziehung zu Małgorzata vor: in einem ständigen Schwebezustand. Denn Bodenhaftung wird das Verhältnis zwischen dem Franzosen und der Polin nie bekommen: Sie haben beide Partner und geben sich in den Stunden gemeinsamen Glücks letztlich doch nur Illusionen einer echten Beziehung hin. 
Die Anspannung, die kurze Zeit für ein absolutes Glück zu nutzen, führt dazu, dass sich Paul und Małgorzata angesichts dieser überbordenden Erwartungshaltung immer häufiger streiten. Ihr Treffpunkt Berlin alias Laputa wird zum Sinnbild einer zum Scheitern verurteilten Liebe im Schwebezustand. Schließlich platzt die Illusionsblase durch die Realität. Die Fotografin ist gerade im Stress, da sie ihren letzten Fotosatz vom Leid libanesischer Zivilisten im Bürgerkrieg noch schnell entwickeln und dann zu ihrem Auftraggeber abschicken muss und damit noch weniger Zeit als sonst für Paul hat. Unter großem Termindruck stehend, wehrt sie Paul, der sich ihr leidenschaftlich nähern will, genervt ab. Die Stimmung wird aggressiver, Paul fühlt sich zurückgesetzt. Gleich einer Implosion verpuffen schlagartig alle Gefühle und eine finale Trennung wird unvermeidlich.

## Produktionsnotizen
Laputa entstand 1985 und wurde während der Filmfestspiele in Cannes am 9. Mai 1986 uraufgeführt. Die Deutschland-Premiere fand am 30. Juli 1987 statt. 

## Kritiken
Die Fachzeitschrift Cinema resümierte: „„Laputa“ wurde in stimmungsvollen Bildern und mit emotionaler Wärme … inszeniert.“
Im Lexikon des Internationalen Films heißt es: „Mit Symbolen und Metaphern überfrachtetes Beziehungsdrama, dessen dramaturgische Schwächen vom brillanten Spiel der Hauptdarsteller weitgehend aufgefangen wird.“